# Emil Pažický
Emil Pažický (Považský Chlmec, 14 de outubro de 1927 - 21 de novembro de 2003) foi um futebolista eslovaco, que atuava como atacante.

## Carreira
Emil Pažický fez parte do elenco da Seleção Tchecoslovaca de Futebol que disputou a Copa do Mundo de 1954.

## Ligações Externas
- Perfil em FIFA.com (em inglês)